# 大野徹也
大野 徹也 （おおの てつや、1953年7月17日 - ）は、日本のテノール歌手。ドラマティックな表現を得意とするテノーレ・リリコ・スピント。公益財団法人東京二期会理事、二期会幹事・会員、日本声楽アカデミー会員、ぐるーぷ・なーべ会員、東京学芸大学名誉教授。
福岡県八幡市（現北九州市八幡西区）出身。オペラ・テビューは1977年の二期会公演『魔笛』の武士役である。

## 略歴
- 福嶋敬晃、渡辺高之助、三村祥子、カルロ・ベルゴンツィに師事する。
- 1972年、福岡県立東筑高等学校を卒業し、同年東京藝術大学に入学する。
- 1976年、東京藝術大学を卒業し、同年東京藝術大学大学院に入学する。
- 1980年、東京藝術大学大学院修了。
- 1981年、第16回民音コンクール（現東京国際音楽コンクール）において第2位入賞。
- 1982年、第1回飯塚新人音楽コンクールグラン・プリ受賞。
- 1981年二期会公演『カーチャ・カバノヴァ』（ヤナーチェク）ボリスの成功で一躍名声を博す。1983年二期会公演、ワーグナーの楽劇『ニーベルングの指環』第2夜『ジークフリート』でタイトル・ロールを歌い、ヘルデン・テノールとして高く評価された。
- 1984年から1987年にかけて、朝比奈隆指揮による新日本フィルハーモニー交響楽団定期演奏会において『ニーベルングの指環』全4作（序夜『ラインの黄金』〔ローゲ〕、第1夜『ワルキューレ』〔ジークムント〕、第2夜『ジークフリート』〔タイトル・ロール〕、第3夜『神々の黄昏』〔ジークフリート〕）を歌い、確固たる地位を得る。特に〔ジークムント〕は、1985年のこの公演を含め、1986年(2回)、2008年(2回)、2010年(1回)と合せ、6回もの舞台に立っている。他にも『タンホイザー』のタイトル・ロール、『恋愛禁制』のルーツィオなどを歌う。

ワーグナー以外にも、
- モーツァルト：『魔笛』（タミーノ）、『皇帝ティトの慈悲』（タイトル・ロール）
- ベルク：『ヴォツェック』（鼓手長）
- リヒャルト・シュトラウス：『ナクソス島のアリアドネ』（バッカス）、『ダナエの愛』（ミダス）、『アラベラ』（エレマー伯爵）
- ツェムリンスキー：『フィレンツェの悲劇』（グィード）
- ライマン：『メデア』（クレオン）＜2010年ウィーン 初演の現代音楽作品＞

などのドイツオペラ、
- ビゼー：『カルメン』（ドン・ホセ）
- サン＝サーンス：『サムソンとデリラ』（サムソン）
- オッフェンバック：『ホフマン物語』（タイトル・ロール）
- イベール：『アンジェリック』（イタリア男）

などのフランスオペラ、
- ヴェルディ：『椿姫』（アルフレード）、『イル・トロヴァトーレ』（マンリーコ）、『仮面舞踏会』（リッカルド）、『オテッロ』（タイトル・ロール）
- プッチーニ：『蝶々夫人』（ピンカートン）、『トゥーランドット』（カラフ）
- マスカーニ：『カヴァレリア・ルスティカーナ』（トゥリッドゥ）
- レオンカヴァッロ：『道化師』（カニオ）
- ドニゼッティ：『ビバ!　ラ・マンマ』（グリエルモ）

などのイタリアオペラ
- 山田耕筰：『黒船』（領事）
- 松村禎三：『沈黙』（ロドリーゴ）
- 林光：『白墨の輪』（物語の歌手）
- 三木稔：『あだ』（雪ノ丞）
- 丹波明：『白峯』（崇徳上皇）

などの日本オペラ、といった幅広い分野の作品を手がける。
オペレッタにおいても、
- ヨハン・シュトラウス2世：『こうもり』（アイゼンシュタインとアルフレード）、『ウィーン気質』（ツェドラー伯爵）
- レハール：『メリー・ウィドウ』（ダニロとカミュ）、『微笑みの国』（スー・ホン）、『ルクセンブルク伯爵』（タイトル・ロール）、
- カールマン：『チャルダーシュの女王』（エドウィン）、『マリッツァ伯爵夫人』（タッシロ）、『サーカスの女王』（ミスターX）
- オッフェンバック：『天国と地獄』（オルフェウス）

などを演じ、歌役者としての評価も高い。
一方、コンサートにおいては、NHK交響楽団、東京交響楽団、東京フィルハーモニー交響楽団など日本の主要オーケストラ、秋山和慶、朝比奈隆、飯守泰次郎、井上道義、大野和士、小澤征爾、尾高忠明、外山雄三、森正、山田一雄、若杉弘らの指揮者と共演し、
- ベートーヴェン：『交響曲第9番』、『ミサ・ソレムニス』
- モーツァルト：『戴冠ミサ』、『レクイエム』
- ヴェルディ：『レクイエム』
- ドヴォルザーク：『レクイエム』、『スターバト・マーテル』
- ブリテン：『戦争レクイエム』
- ヤナーチェク：『グラゴル・ミサ』
- マーラー：『大地の歌』
- シェーンベルク：『グレの歌』（ヴァルデマール）

などのテノール独唱を歌う。
1997年、作曲家金田潮兒や声楽家鎌田直純と共に『新作歌曲の会』を立ち上げ、1998年第1回演奏会を皮切りに数々の歌曲の世界初演を行っている。また2000年より偶数年に開催しているリサイタルも好評を博している。
後進の指導にもあたっており、1980年から2019年にかけて東京学芸大学に奉職し、多くの声楽家、音楽教育者を世に送り出し、また2008年度から2009年度にかけて、芸術・スポーツ科学系長として学内運営に大きく貢献している。